# Masters de Montecarlo 1989
El Abierto de Montecarlo 1989 fue un torneo de tenis masculino jugado sobre tierra batida. Fue la 83.ª edición de este torneo. Se celebró entre el 24 y el 30 de abril de 1989.

## Campeones

### Individuales
Alberto Mancini vence a  Boris Becker, 7–5, 2–6, 7–6, 7–5.

### Dobles
Tomáš Šmíd /  Mark Woodforde vencen a  Paolo Canè /  Diego Nargiso, 1–6, 6–4, 6–2.